# Дълга (община Куманово)
Дълга (на македонска литературна норма: Д'лга; на албански: Dëllga) е село в Северна Македония, в община Куманово.

## География
Селото е разположено в областта Блатия в западното подножие на Градищанската планина.

## История
В землището на Дълга е открито неолитно селище в местността Огражди в източния му край.
На австро-унгарската военна карта е отбелязано като Длега (Dlega).
В 1991 година в селото има 8 жители турци. Според преброяването от 2002 година селото е обезлюдено.